# Stipoideae

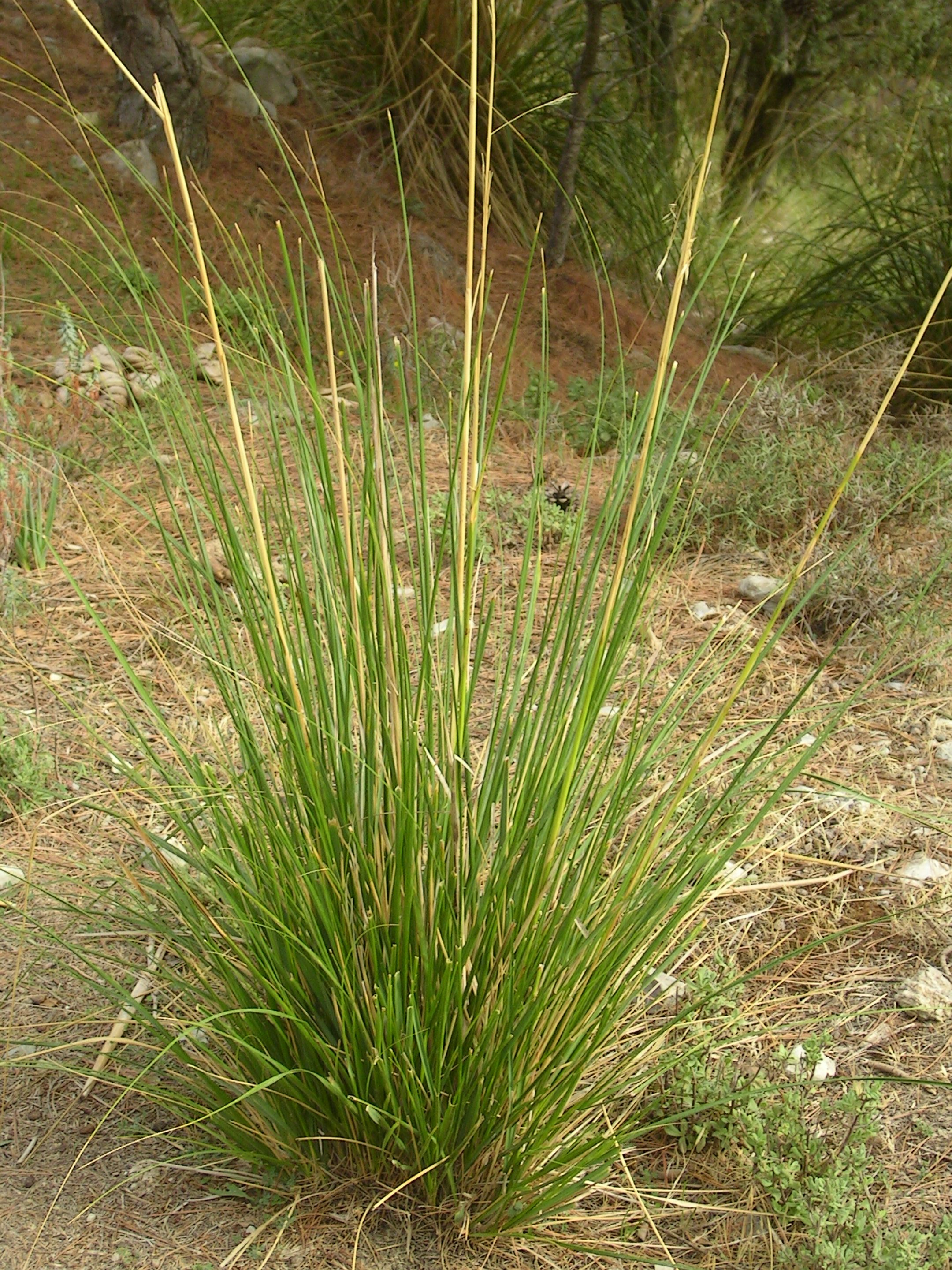
Ampelodesmos mauritanica.

Stipoideae Burmeist. é uma subfamília da família Poaceae (Gramineae).

## Classificação das Stipoideae
| Tribos         | Gêneros |
| -------------- | --- |
| Ampelodesmeae  | Ampelodesmos |
| Anisopogoneae  | Anisopogon |
| Brachyelytreae | Brachyelytrum |
| Lygeae         | Lygeum |
| Nardeae        | Nardus |
| Stipeae        | Achnatherum, Aciachne, Anemanthele, Austrostipa, Danthoniastrum, Hesperostipa, Lorenzochloa, Jarava, Nassella, Orthachne, Oryzopsis, Piptatherum, Piptochaetium, Psammochloa, Ptilagrostis, Stipa, Trikeraia |

## Observações
- - A GRIN Taxonomy for Plants USDA classifica:
  - As tribos Ampelodesmeae , Brachyelytreae , Lygeae , Nardeae  e Stipeae  na subfamília Pooideae.
  - O gênero Anisopogon na tribo Aveneae, subfamília Pooideae .
- A Taxonomy Browser NCBI classifica:
  - As tribos Ampelodesmeae , Brachyelytreae , Lygeae , Nardeae  e Stipeae   na subfamília Pooideae
  - O gênero Anisopogon na tribo Stipeae, subfamília Pooideae .